# Lambda Ursae Minoris
Lambda Ursae Minoris ( Ursae Minoris) é uma estrela na direção da constelação de Ursa Minor. Possui uma ascensão reta de 17h 16m 57.26s e uma declinação de +89° 02′ 15.8″. Sua magnitude aparente é igual a 6.31. Considerando sua distância de 876 anos-luz em relação à Terra, sua magnitude absoluta é igual a −0.84. Pertence à classe espectral M1III.